# 비슈누
비슈누(산스크리트어: विष्णु) 또는 하리(산스크리트어: हरि), 나라야나(산스크리트어: नारायण)는 힌두교의 주요 남신 중 하나이다. 그는 현대 힌두교의 주요 종파 중 하나인 비슈누파의 최고신이며, 유지의 신이다 (사트바).
비슈누는 최고의 신성의 삼상신인 트리무르티 내에서 유지신으로 알려져 있으며, 이 트리무르티에는 브라흐마와 시바가 포함된다. 비슈누파에서는 비슈누가 우주를 창조하고, 보호하며, 변형시키는 최고 주님이다. 트리데비는 각 신의 에너지이자 창조적 힘(샤크티)으로 명시되며, 락슈미는 비슈누의 동등하고 상보적인 파트너이다. 그는 힌두교의 스마르타파의 판차야타나 푸자에서 다섯 동등한 신 중 하나이다.
비슈누파에 따르면, 최고 존재는 특성(사구나)을 가지고 있으며, 명확한 형태를 가지고 있지만, 무한하고 초월적이며 변하지 않는 절대적 브라흐만이며, 우주의 근원적 아트만이다. 비슈누에 대한 자비로운 묘사와 무시무시한 묘사가 모두 존재한다. 자비로운 측면에서는 그가 배우자 락슈미와 함께 원초적인 우유 바다인 크시라 사가라에 떠 있는 뱀 셰샤 (시간을 상징)의 몸을 베고 잠들어 있는 전지전능한 존재로 묘사된다.
세상이 악, 혼돈, 파괴적인 힘으로 위협받을 때마다 비슈누는 아바타라 (화신)의 형태로 강림하여 우주의 질서를 회복하고 다르마를 보호한다. 다샤바타라는 비슈누의 열 가지 주요 아바타라이다. 이 열 가지 중 라마 (힌두교)와 크리슈나가 가장 중요하다.

## 명칭
비슈누(Viṣṇu, 산스크리트어: विष्णु로도 표기)는 '모든 곳에 퍼져 있는'을 의미하며, 메드하티트히 ( 1000c. CE)에 따르면 '모든 것이자 모든 것 안에 있는 자'를 의미한다. 베당가 학자 야스카 (기원전 4세기)는 니룩타에서 비슈누를 viṣṇur viṣvater vā vyaśnoter vā ('모든 곳에 들어가는 자')로 정의하며, 또한 atha yad viṣito bhavati tad viṣnurbhavati ('속박과 족쇄에서 자유로운 것이 비슈누이다')라고 덧붙인다.
파드마 푸라나 (4-15세기 CE)의 열 번째 부분에서, 단타(비마의 아들이자 비다르바의 왕)는 비슈누의 108개 이름을 나열한다 (17.98–102). 여기에는 열 가지 주요 다샤바타라와 신의 자질, 속성 또는 측면에 대한 설명이 포함된다.
가루다 푸라나 (제15장)와 마하바라타의 "아누샤사나 파르바"는 모두 비슈누의 1000가지 이상의 이름을 나열하며, 각 이름은 신의 자질, 속성 또는 측면을 묘사한다. 비슈누 사하스라나마로 알려진 이 목록에서 비슈누는 '모든 곳에 존재하는' 것으로 정의된다.

## 도상학
비슈누의 도상학은 그를 짙은 청색, 청회색 또는 검은색 피부를 가진 잘 차려입은 보석 장식의 남자로 묘사한다. 그는 일반적으로 네 팔을 가진 것으로 묘사되지만, 두 팔을 가진 묘사도 힌두교 문헌과 미술 작품에서 발견된다.
그의 상징적인 식별자로는 한 손(왼쪽 뒤)의 처음 두 손가락 사이에 소라 껍데기(샨카 이름 판차잔야)를 들고 있고, 다른 손(오른쪽 뒤)에는 전쟁용 원반(차크라 이름 수다르샤나)을 들고 있는 모습이 있다. 소라 껍데기는 나선형이며 상호 연결된 나선형 주기적 존재 전체를 상징하는 반면, 원반은 우주적 균형이 악에 압도될 때 필요하면 전쟁으로 다르마를 회복시키는 그 자신을 상징한다. 그의 팔 중 하나는 때때로 지식의 권위와 힘을 상징하는 곤봉이나 철퇴(가다 이름 카우모다키)를 들고 있다. 네 번째 팔에는 순수와 초월을 상징하는 연꽃(파드마)을 들고 있다. 그가 다양한 손에 들고 있는 물품은 달라지는데, 이는 24가지의 도상학적 조합을 만들어내며, 각 조합은 비슈누의 특별한 형태를 나타낸다. 이러한 특별한 형태 각각은 아그니 푸라나와 파드마 푸라나와 같은 문헌에서 특별한 이름으로 불린다. 그러나 이 문헌들은 일관성이 없다. 드물게 비슈누는 활 샤랑가나 검 난다카를 들고 있는 모습으로 묘사된다. 그는 목걸이에 카우스투바 보석을 달고 숲의 꽃들로 만든 화환인 바이자얀티를 착용하고 묘사된다. 그의 가슴에는 머리카락의 꼬인 형태인 슈리바트사 자국이 묘사된다. 그는 일반적으로 노란색 의복을 입는다. 그는 키리타무쿠타라고 불리는 왕관을 쓴다.
비슈누의 도상학은 그를 서 있는 자세, 요가 자세로 앉아 있는 자세, 또는 누워 있는 자세로 보여준다. 비슈누의 전통적인 묘사는 나라야나로서, 그가 배우자 락슈미와 함께 신성한 우유 바다 크시라 사가라 위에 떠 있는 뱀 셰샤의 몸을 베고 누워 있는 모습으로 "우주를 현실로 꿈꾼다"는 것을 보여준다. 그의 거처는 바이쿤타로 묘사되며 그의 탈것(바하나)은 새의 왕 가루다이다.
비슈누는 "사소한 태양신이었지만, 이후 몇 세기 동안 중요성이 커졌기 때문에" 태양과 연관되었다.

## 트리무르티

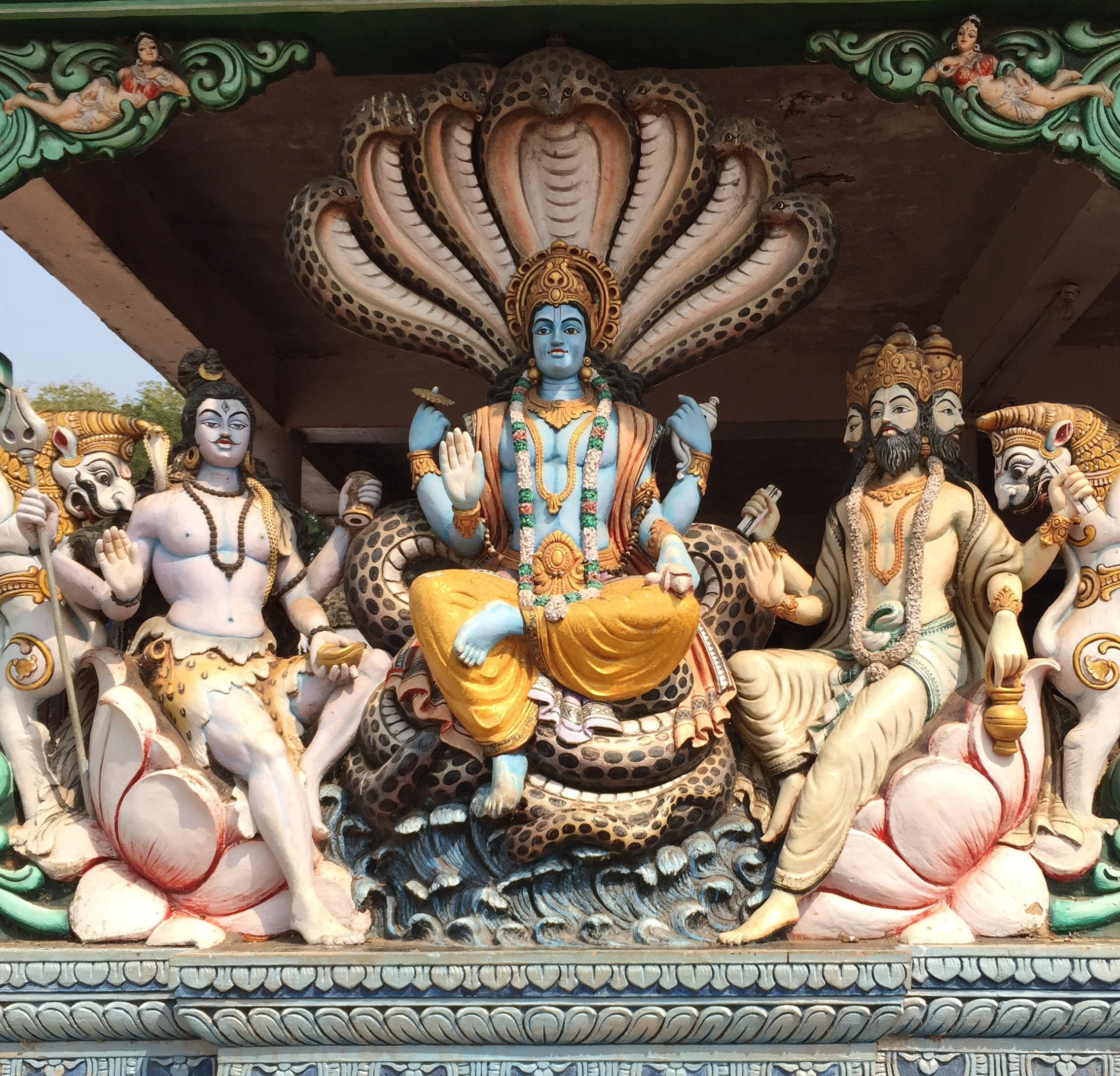
시바 (왼쪽), 비슈누 (가운데), 브라흐마 (오른쪽).

특히 비슈누파에서 트리무르티(또한 힌두 삼신 또는 위대한 삼위일체로도 알려져 있음)는 순환적으로 우주가 창조되고, 유지되고, 파괴되는 세 가지 근본적인 힘(구나)을 나타낸다. 이 각 힘은 힌두교 신으로 표현된다.
- 브라흐마: 라자스 (열정, 창조)의 주재 신
- 비슈누: 사트바 (선함, 보존)의 주재 신
- 시바: 타마스 (어둠, 파괴)의 주재 신

트리무르티 자체는 세 가지 구나를 초월하며 그것에 영향을 받지 않는다.
힌두교 전통에서 이 세 신은 종종 브라흐마-비슈누-마헤시라고 불린다. 모두 '하나 안에 셋'이라는 같은 의미를 가지며, 최고 존재인 한 인격의 다른 형태 또는 현현이다.

## 아바타라
힌두교 내에서 아바타라 (또는 화신)의 개념은 힌두교 트리무르티 내의 보존자 또는 유지자 측면인 비슈누와 가장 자주 연관된다. 비슈누의 아바타라는 선을 강화하고 악을 파괴하여 다르마를 회복하고 지구의 부담을 덜기 위해 강림한다. 바가바드 기타의 자주 인용되는 구절은 비슈누 아바타라의 전형적인 역할을 묘사한다.
의로움이 약해지고 불의가 증가할 때마다 나는 나 자신을 보낸다.

선을 보호하고 악을 파괴하며,

의로움을 확립하기 위해,

나는 시대마다 나타난다.— 바가바드 기타 4.7–8

베다 문헌, 특히 푸라나 (고대; 백과사전과 유사) 및 이티하사 (연대기, 역사, 전설)는 비슈누의 수많은 아바타라를 이야기한다. 이 아바타라 중 가장 잘 알려진 것은 크리슈나 (특히 비슈누 푸라나, 바가바타 푸라나, 마하바라타; 후자는 바가바드 기타를 포함)와 라마 (힌두교) (특히 라마야나)이다. 특히 크리슈나는 비슈누파에서 모든 존재, 심지어 비슈누와 같은 다른 반신과 신들을 포함하는 궁극적이고 원초적이며 초월적인 모든 존재의 근원으로 숭배된다.

### 마하바라타
마하바라타에서 비슈누(나라야나)는 나라다에게 다음과 같은 열 가지 화신으로 나타날 것이라고 말한다.
백조 [함사], 거북 [쿠르마], 물고기 [마츠야]의 형태로 나타나서, 오 가장 먼저 다시 태어난 자여, 나는 멧돼지 [바라하], 그 다음 인간-사자 (느리싱가), 그 다음 난쟁이 [바마나], 그 다음 브리그 종족의 파라슈라마, 그 다음 다샤라타의 아들 라마 (힌두교), 그 다음 사트와타 종족의 후예 크리슈나, 그리고 마지막으로 칼키로 나타날 것이다.— Book 12, Santi Parva, Chapter CCCXL (340), translated by Kisari Mohan Ganguli, 1883–1896

### 푸라나
아래 표에는 비슈누의 특정 아바타라가 일부 푸라나에 따라 나열되어 있다. 그러나 이는 복잡한 과정이며, 목록이 완전하지 않을 수 있다.
- 모든 푸라나가 자체적으로 목록을 제공하지는 않는다 (예: 아그니 푸라나는 아바타라에 대한 전체 장을 할애하며, 이 중 일부 장에서는 다른 아바타라를 언급하기도 한다).
- 목록이 한 곳에 주어져 있지만, 추가적인 아바타라가 다른 곳에서 언급될 수 있다 (예: 바가바타 푸라나는 1권에 22개의 아바타라를 나열하지만, 다른 곳에서도 언급한다).
- 유일한 우파 푸라나인 마나바 푸라나는 비슈누의 42개 아바타라를 나열한다.
- 한 푸라나의 인물이 다른 푸라나에서는 아바타라로 간주될 수 있다 (예: 나라다는 마츠야 푸라나에서는 아바타라로 명시되지 않지만, 바가바타 푸라나에서는 그렇다).
- 일부 아바타라는 단일 화신의 다른 측면으로 간주되는 두 명 이상의 인물로 구성된다 (예: 나라-나라야나, 라마와 그의 세 형제).

| 푸라나         | 아바타라 | 이름 / 설명 (장 및 절 포함) – 다샤바타라 목록은 볼드체로 표시 |
| -------------- | -------- | --- |
| 아그니         | 12       | 마츠야 (2), 쿠르마 (3), 단반타리 (3.11), 모히니 (3.12), 바라하 (4), 나라심하 (4.3–4), 바마나 (4.5–11), 파라슈라마 (4.12–20), 라마 (힌두교) (5–11; 비슈누의 '네 가지 형태' 중 하나로, 그의 형제인 바라타, 락슈마나, 샤트루그나를 포함), 크리슈나 (12), 붓다 (16), 칼키 (16) |
| 아그니         | 10       | 마츠야, 쿠르마, 바라하, 나라심하, 바마나, 파라슈라마, 라마, 붓다, 칼키 (49장) |
| 바가바타       | 22       | 쿠마라, 바라하, 나라다, 나라-나라야나, 카필라, 다타트레야, 야즈나, 리샤바나타, 프리투, 마츠야, 쿠르마, 단반타리, 모히니, 느리심하, 바마나, 파라슈라마, 브야사, 라마, 발라라마와 크리슈나, 붓다, 칼키 (1권, 3장). |
| 바가바타       | 20       | 바라하, 수야즈나 (하리), 카필라, 다타트레야, 포 쿠마라, 나라-나라야나, 프리투, 리샤바, 하야그리바, 마츠야, 쿠르마, 느리심하, 바마나, 마누 (힌두교), 단반타리, 파라슈라마, 라마, 크리슈나, 붓다, 칼키 (2권, 7장) |
| 브라흐마       | 15       | 마츠야, 쿠르마, 바라하, 나라심하, 바마나, 하야그리바, 붓다, 라마, 칼키, 아난타, 아치유타, 자마다그냐 (파라슈라마), 바루나, 인드라, 야마라자 (4권: 52.68–73) |
| 가루다         | 20       | 쿠마라, 바라하, 나라다, 나라-나라야나, 카필라, 다타 (다타트레야), 야즈나, 우루크라마, 프리투, 마츠야, 쿠르마, 단반타리, 모히니, 나라심하, 바마나, 파라슈라마, 브야사데바, 발라라마, 크리슈나, 칼키 (1권: 1장) |
| 가루다         | 10       | 마츠야, 쿠르마, 바라하, 느리심하, 바마나, 파라슈라마, 라마, 크리슈나, 붓다, 칼키 (1권, 86장, 10–11절) |
| 가루다         | 10       | 마츠야, 쿠르마, 바라하, 느리심하, 라마, 파라슈라마, 크리슈나, 발라라마, 붓다, 칼키 (3권, 30장, 37절) |
| 링가           | 10       | 마츠야, 쿠르마, 바라하, 느리심하, 바마나, 라마, 파라슈라마, 크리슈나, 붓다, 칼키 (2부, 48장, 31–32절) |
| 마츠야         | 10       | 다르마의 세 가지 천상 화신, 느리심하, 바마나; 그리고 다타트레야, 만다트리, 파라슈라마, 라마, 베다브야사 (브야사), 붓다, 칼키의 일곱 가지 인간 화신 (1권: 47장) |
| 나라다         | 10       | 마츠야, 쿠르마, 바라하, 나라심하, 트리비크라마 (바마나), 파라슈라마, 스리-라마, 크리슈나, 붓다, 칼키 (4부, 119장, 14–19절), 카필라 |
| 파드마         | 10       | 7부: 야마라자 (66.44–54)와 브라흐마 (71.23–29)는 '마츠야, 쿠르마, 바라하, 나라심하, 바마나, (파라수-)라마, 라마, 크리슈나, 붓다, 칼키'를 언급한다; 9부: 이 목록은 시바에 의해 반복된다 (229.40–44); 카필라 |
| 시바           | 10       | 마츠야, 쿠르마, 바라하, 느리심하, 바마나, '라마 트리오' [라마, 파라슈라마, 발라라마], 크리슈나, 칼키 (4부: 바야비야 삼히타: 30장, 56–58절 및 31장, 134–136절) |
| 스칸다         | 14       | 바라하, 마츠야, 쿠르마, 느리심하, 바마나, 카필라, 다타, 리샤바, 바르가바 라마 (파라슈라마), 다샤라티 라마 (힌두교), 크리슈나, 크리슈나 드바이야파나 (브야사), 붓다, 칼키 (7부: 바수데바-마마트마: 18장) |
| 스칸다         | 10       | 마츠야, 쿠르마, 바라하, 나라심하, 트리비크라마 (바마나), 파라슈라마, 스리-라마, 크리슈나, 붓다, 칼키 (15부: 레바 칸다: 151장, 1–7절) |
| 마나바         | 42       | 아디 푸루샤, 쿠마라, 나라다, 카필라, 야즈나, 다타트레야, 나라-나라야나, 비부, 사티아세나, 하리, 바이쿤타, 아지타, 샬리그람, 사르바바우마, 브리샤바, 비슈바크세나, 수다마 (크리슈나의 친구 수다마가 아님), 다르마세투, 요게슈와라, 브리하드바누, 함사, 하야그리바, 브야사, 프리투, 브리샤바 데바, 마츠야, 쿠르마, 바라하, 바마나, 파라슈라마, 라마, 발라라마, 크리슈나, 붓다, 벤카테스와라, 드냐네스와르, 차이타냐, 칼키 |
| 바라하         | 10       | 마츠야, 쿠르마, 바라하, 느리심하, 바마나, 파라슈라마, 라마, 크리슈나, 붓다, 칼키 (4장, 2–3절; 48장, 17–22절; 211장, 69절) |
| 1. 2. 3. 4. 5. |          | |

### 다샤바타라
다샤바타라는 비슈누의 이른바 비바바 또는 '10가지 [주요] 아바타라' 목록이다. 아그니 푸라나, 바라하 푸라나, 파드마 푸라나, 링가 푸라나, 나라다 푸라나, 가루다 푸라나, 스칸다 푸라나는 모두 일치하는 목록을 제공한다. 동일한 비바바는 가루다 푸라나 사로다라(가루다 푸라나에 대한 나바니디라마가 쓴 주석 또는 '추출된 본질')에서도 발견된다 (즉, 푸라나 자체가 아니라, 혼동되는 것처럼 보이는 것).
물고기, 거북, 멧돼지, 인간-사자, 난쟁이, 파라슈라마, 라마 (힌두교), 크리슈나, 붓다, 그리고 칼키: 이 열 가지 이름은 현명한 자들이 항상 명상해야 한다. 병든 자 근처에서 이 이름을 외우는 자들은 친척이라고 불린다.— 나바니디라마, Garuda Purana Saroddhara, Chapter VIII, Verses 10–11, translated by E. Wood and S.V. Subrahmanyam

다샤바타라 목록에서 붓다 또는 발라라마의 위치에 대한 명백한 불일치는 시바 푸라나의 다샤바타라 목록에서 발생한다 (가루다 푸라나의 유일한 다른 열 아바타라 목록에서 발라라마를 포함하는 경우 붓다 대신 바마나를 사용한다). 그럼에도 불구하고, 두 가지 버전의 다샤바타라 모두 정통 베다 문헌의 경전적 근거를 가지고 있다 (가루다 푸라나 사로다라에서는 그렇지 않다).

### 페루말
페루말(타밀어: பெருமாள்)은 티루말(타밀어: திருமால்) 또는 마욘(타밀어 경전에 묘사됨)으로도 알려져 있으며, 남인도 신들이 주류 힌두교에 통합되는 과정에서 비슈누의 현현으로 받아들여졌다. 마욘은 톨카피암에서 물라이 티나이 (목가적 풍경)와 관련된 신으로 언급된다. 타밀 상감 문학 (기원전 200년 ~ 서기 500년)은 마욘 또는 "어두운 자"(북인도에서는 동의어인 크리슈나)를 언급하며, 우주를 창조하고, 유지하며, 파괴하는 최고 신으로 타밀라캄의 평야와 산에서 숭배되었다. 파리파달의 구절들은 페루말의 영광을 가장 시적인 용어로 묘사한다. 파리파달의 많은 시들은 페루말을 타밀족의 최고 신으로 간주한다. 그는 타밀나두주의 타밀족들뿐만 아니라 타밀 디아스포라 사이에서도 인기 있는 힌두교 신이다. 힌두교의 스리 비슈누파 교단에서 숭배되는 페루말은 인기 있는 전통에서 티루파티의 벤카테스와라로, 그리고 스리랑감 스리 랑가나타스와미 사원의 스리 랑가나타스와미로 숭배된다.

## 문학

### 베다
비슈누는 리그베다의 신이지만, 인드라, 아그니 등과 비교하면 두드러지지 않는다. 리그베다의 1028개 찬송가 중 단 5개만이 비슈누에게 헌정되어 있지만, 그는 다른 찬송가에서도 언급된다. 비슈누는 베다의 브라마나 텍스트에서 언급되며, 그 후 그의 위상은 높아져 인도 경전의 역사를 통해 얀 곤다에 따르면 비슈누는 최고 존재와 동등한 최고 지위의 신이 된다.
베다에서 미미하게 언급되고 속성이 중복되지만, 그는 리그베다의 여러 찬송가, 예를 들어 1.154.5, 1.56.3, 10.15.3에서 중요한 특징을 가진다. 이 찬송가에서 베다 경전은 비슈누가 떠난 아트만이 거하는 가장 높은 집에 거한다고 주장하는데, 이 주장이 힌두교 구원론에서 그의 중요성과 인기가 증가한 이유일 수 있다. 그는 또한 베다 문헌에서 천국과 지구를 지탱하는 존재로 묘사된다.
तदस्य प्रियमभि पाथो अश्यां नरो यत्र देवयवो मदन्ति । उरुक्रमस्य स हि बन्धुरित्था विष्णोः पदे परमे मध्व उत्सः ॥५॥ ऋग्वेद १-१५४-५
5. 내가 그의 사랑스러운 소 우리에 닿을 수 있을까, 신을 찾는 사람들이 기쁨을 얻는 곳에, 넓게 뻗은 자에게는 바로 그것이 끈이며, 비슈누의 지극히 높은 발자취에는 꿀의 샘이 있나니.— 리그베다 1.154.5

आहं पितॄन्सुविदत्राँ अवित्सि नपातं च विक्रमणं च विष्णोः ।
बर्हिषदो ये स्वधया सुतस्य भजन्त पित्वस्त इहागमिष्ठाः ॥३॥ ऋग्वेद १०-१५-३
3. 나는 여기서 조상들을 잘 찾아냈고, 손자와 비슈누의 넓은 발걸음도 찾았다.
의식용 풀밭에 앉아 짜낸 소마와 음식을 '스와다' 소리에 나누는 자들이여, 그들은 여기 가장 환영받는 손님들이다.— 리그베다 10.15.13

베다 찬송가에서 비슈누는 다른 신들, 특히 그가 브리트라라는 악의 상징을 죽이는 것을 돕는 인드라와 함께 기원된다. 베다에서 그의 독특한 특징은 빛과의 연관성이다. 리그베다의 만달라 7에 있는 두 개의 리그베다 찬송가는 비슈누를 언급한다. 리그베다 7.99절에서 비슈누는 하늘과 땅을 분리하는 신으로 불리는데, 이는 그가 인드라와 공유하는 특징이다. 베다 텍스트에서 비슈누라고 불리는 신은 수리야 또는 사비트르 (태양신)이며, 이 신은 또한 수리야나라야나라는 이름을 가진다. 다시 말해, 이 수리야와의 연결은 비슈누가 동료 베다 신들인 미트라와 아그니와 공유하는 특징인데, 다른 찬송가에서는 그들 역시 "인간을 모으고" 모든 생명체가 일어나 일상 활동을 하게 한다.
리그베다 7.99 찬송가에서 인드라-비슈누는 동등하며 태양을 생성하는데, 이 구절들은 이 태양이 모든 에너지와 빛의 원천이라고 주장한다. 리그베다의 다른 찬송가에서 비슈누는 인드라의 친한 친구이다. 리그베다, 아타르바베다, 우파니샤드 텍스트의 다른 곳에서 비슈누는 프라자파티와 동등하며, 둘 다 자궁의 보호자이자 준비자로 묘사되며, 클라우스 클로스터마이어에 따르면, 이것이 베다 이후에 베다의 프라자파티의 모든 속성들이 비슈누의 아바타라와 융합된 근원일 수 있다고 한다.
야주르베다의 타이티리야 아란야카 (10.13.1) "나라야나 숙타"에서 나라야나는 최고 존재로 언급된다. "나라야나 숙탐"의 첫 구절은 '가장 높은 자리'를 의미하는 paramam padam이라는 단어를 언급하며, 이는 '모든 아트만의 최고 거처'로 이해될 수 있다. 이것은 또한 파람 담마, 파라마파담, 또는 바이쿤타로도 알려져 있다. 리그베다 1.22.20도 같은 paramam padam을 언급한다.
아타르바베다에서는 우주 대양의 깊이에서 대지의 여신을 들어 올리는 멧돼지 신화가 나타나지만, 비슈누나 그의 대체 아바타라 이름은 언급되지 않는다. 베다 이후의 신화에서 이 전설은 바라하 전설이라고 불리는 많은 우주 기원 신화의 기초 중 하나가 되며, 바라하는 비슈누의 아바타라로 나타난다.

#### 트리비크라마: 비슈누의 세 걸음
리그베다의 여러 찬송가에서는 비슈누의 위대한 행위인 트리비크라마를 반복하여 언급하는데, 이는 베다 시대 이후 힌두교에서 지속되는 신화 중 하나이다. 이는 엘로라 석굴과 같은 수많은 힌두교 사원의 고대 예술 작품에 영감을 주었으며, 이들은 비슈누의 바마나 아바타라를 통해 트리비크라마 전설을 묘사한다. 트리비크라마는 비슈누의 유명한 세 걸음 또는 "세 발걸음"을 의미한다. 비슈누는 작고 보잘것없는 존재로 시작하여, 그의 도달 범위와 형태를 확립하는 거대한 과업을 수행한 후, 첫 걸음으로 지구를 덮고, 두 번째 걸음으로 에테르를 덮으며, 세 번째 걸음으로 온 하늘을 덮는다.

विष्णोर्नु कं वीर्याणि प्र वोचं यः पार्थिवानि विममे रजांसि ।

यो अस्कभायदुत्तरं सधस्थं विचक्रमाणस्त्रेधोरुगायः ॥१॥…

viṣṇōrnu kaṃ vīryāṇi pra vōcaṃ yaḥ pārthivāni vimamē rajāṃsi |

yō askabhāyaduttaraṃ sadhasthaṃ vicakramāṇastrēdhōrugāyaḥ ||1||

이제 비슈누의 영웅적인 행위를 선포하리라, 그는 지상의 영역들을 측정하였으니,

그는 넓게 세 걸음을 내디뎌 위쪽의 거처를 확립하였다…
— 리그베다 1.154.1, 얀 곤다 번역

리그베다의 비슈누 숙타 1.154는 비슈누의 첫 번째와 두 번째 걸음(지구와 공기를 포함하는 걸음)은 필멸자에게 보이며, 세 번째 걸음은 불멸자의 영역이라고 말한다. 트리비크라마를 묘사하는 찬송가들은 구원적 주제를 통합하여, 비슈누가 자유와 생명을 상징한다고 말한다. 샤타파타 브라마나는 비슈누의 이 주제를 상세히 설명하는데, 그의 거대한 노력과 다른 이들을 돕는 힘을 얻기 위한 희생, 그리고 세 세계를 찬탈한 아수라에 의해 상징되는 악을 깨닫고 물리치는 자, 그리하여 비슈누는 필멸자와 불멸자(데바)의 구원자이다.

### 브라마나
하나인 것에 관하여
일곱 태아는 아직 익지 않아 하늘의 풍요로운 씨앗이로다:

그들은 비슈누의 명령에 따라 그들의 기능을 유지한다.

지혜와 지성과 사유로 충만하여,

그들은 사방에서 우리를 에워싸고 존재한다.

내가 진정 무엇인지 분명히 알지 못한다:

신비롭고, 내 마음에 묶인 채 방황한다.

거룩한 법의 첫 태생이 나에게 다가왔을 때,

그때 나는 이 언어의 한 부분을 처음으로 얻었다.

(...)

그들은 그를 인드라, 미트라, 바루나, 아그니라고 부르며,

그는 천상의 날개를 가진 가루트만이다.

하나인 것에 대해 현자들은 많은 이름을 부여한다.
샤타파타 브라마나는 힌두교의 비슈누파 전통이 비슈누를 최고의 범신론적 존재로 오랫동안 매핑해 온 개념을 담고 있으며, 비슈누는 모든 존재의 본질이자 경험적으로 지각되는 우주의 모든 것의 본질로 여겨진다. 클라우스 클로스터마이어에 따르면, 이 브라마나에서 푸루샤 나라야나(비슈누)는 "나는 모든 세계를 내 안에 두었고, 내 자신을 모든 세계 안에 두었다"고 주장한다. 이 텍스트는 비슈누를 모든 지식(베다)과 동일시하며, 모든 것의 본질은 불멸하며, 모든 베다와 우주의 원리도 불멸하며, 이 불멸인 비슈누가 모든 것이라고 말한다.
비슈누는 모든 사물과 생명 형태에 스며들어 있다고 S. 지오라 쇼함은 말하며, 그는 "모든 것의 내재적 원리로서 모든 것에 항상 존재하며", 모든 존재의 영원하고 초월적인 자아이다. 베다 문학, 특히 그 브라마나 층은 비슈누를 칭송하면서도 다른 신들을 종속시키지 않는다. 그들은 포괄적인 다원적 단일신교를 제시한다. 막스 뮐러에 따르면, "신들은 때때로 크고 작은, 젊고 늙은 것으로 명확히 언급되지만(리그베다 1:27:13), 이것은 단지 신성한 힘에 대한 가장 포괄적인 표현을 찾으려는 시도일 뿐이며, 어느 곳에서도 어떤 신도 다른 신에게 종속된 것으로 표현되지 않는다. 베다의 수많은 찬송가에서 거의 모든 신이 최고이자 절대적인 것으로 표현되는 구절을 쉽게 찾을 수 있다."

### 우파니샤드
바이슈나바 우파니샤드는 힌두교의 소규모 우파니샤드로, 비슈누 신학에 관련되어 있다. 묵티카 문집 108개 우파니샤드 중 14개의 바이슈나바 우파니샤드가 있다. 이 텍스트들이 언제 작성되었는지는 불분명하며, 텍스트에 대한 추정은 기원전 1세기부터 서기 17세기까지 다양하다.
이 우파니샤드들은 비슈누, 나라야나, 라마 (힌두교) 또는 그의 아바타라 중 하나를 힌두교에서 브라흐만이라고 불리는 최고의 형이상학적 실체로 강조한다. 그들은 윤리에서 예배 방식에 이르기까지 다양한 주제를 다룬다.

### 푸라나
비슈누는 힌두교 경전의 푸라나 장르에서 비슈누파 중심의 주요 주제이다. 이 중 루도 로셰에 따르면, 가장 중요한 텍스트는 바가바타 푸라나, 비슈누 푸라나, 나라데야 푸라나, 가루다 푸라나, 바유 푸라나이다. 푸라나 텍스트는 다양한 우주론, 신화, 삶의 다양한 측면에 대한 백과사전적 내용, 그리고 중세 시대의 지역 비슈누 사원 관련 여행 가이드인 마하트마라고 불리는 장들을 포함한다.
예를 들어, 우주론의 한 버전은 비슈누의 눈이 남천극에 있어서 그곳에서 우주를 지켜본다고 말한다. 바유 푸라나 4.80절에 나오는 다른 버전에서는 그가 히란야가르바, 즉 우주의 모든 여성과 남성 존재가 동시에 태어난 황금 알이라고 한다.

#### 비슈누 푸라나
다른 푸라나들이 시바나 브라흐마 또는 여신 샤크티를 우주론의 중심으로 하는 것과는 달리, 비슈누 푸라나에서는 비슈누를 우주론의 중심 요소로 제시한다. 비슈누 푸라나 첫 부분의 22개 장에서는 비슈누에 대한 경외와 숭배를 묘사하며, 하리, 자나르다나, 마다바, 아치유타, 흐리시케샤 등 비슈누의 동의어 이름들이 풍부하게 사용된다.
비슈누 푸라나는 또한 우파니샤드의 맥락에서 힌두교의 최고 실재 개념인 브라흐만을 논하는데, 유신론적 베단타 학파 학자 라마누자는 이 논의를 브라흐만과 비슈누의 동등성에 대한 것으로 해석하며, 이는 스리 비슈누파 전통의 기초 신학이다.

#### 바가바타 푸라나
비슈누는 바가바타 푸라나에서 브라흐만과 동등하게 여겨지며, 예를 들어 1.2.11절에서는 "절대 진리를 아는 박식한 초월론자들은 이 비이원적 실체를 브라흐만, 파라마트마, 그리고 바가반이라고 부른다"고 말한다.
바가바타 푸라나는 비슈누의 아바타라 크리슈나와 관련하여 가장 인기 있고 널리 읽히는 푸라나 텍스트이며, 거의 모든 인도 언어로 번역되어 있다. 다른 푸라나와 마찬가지로 우주론, 계보학, 지리학, 신화, 전설, 음악, 춤, 요가, 문화 등 광범위한 주제를 다룬다. 이야기가 시작될 때, 악의 세력은 자비로운 데바 (신들)와 악한 아수라 (악마) 사이의 전쟁에서 승리하여 이제 우주를 지배한다. 진실은 비슈누의 아바타라가 악마들과 먼저 평화롭게 지내고 그들을 이해한 다음 창의적으로 물리쳐 희망, 정의, 자유, 선을 되찾아 오는 순환적인 주제로 다시 나타나는데, 이는 많은 전설에 등장하는 주제이다. 바가바타 푸라나는 비슈누파에서 존경받는 텍스트이다. 비슈누에 관한 푸라나 전설은 축제 기간 동안 연극과 극예술, 특히 사트리야, 마니푸리 춤, 오디시, 쿠치푸디, 카타칼리, 카탁, 바라타나티얌, 바가바타 멜라, 모히니야탐과 같은 공연 예술을 통해 상연되는 데 영감을 주었다.

#### 기타 푸라나
일부 푸라나 텍스트 버전은 베다 및 우파니샤드 텍스트와 달리 비슈누를 최고로 강조하며 다른 신들이 그에게 의존한다고 말한다. 예를 들어, 비슈누파 중심의 푸라나 텍스트에서 비슈누는 창조주 신 브라흐마의 원천이다. 비슈누의 도상학 및 힌두 신화는 일반적으로 브라흐마가 그의 배꼽에서 솟아나는 연꽃에서 태어나 세계를 창조한다 또는 우주의 모든 형태를 창조하지만 원시 우주 자체는 창조하지 않는 것으로 묘사한다. 반면, 시바 중심의 푸라나는 브라흐마와 비슈누가 아르다나리슈바라, 즉 시바와 파르바티의 반쪽으로 창조되었다고 묘사하거나, 또는 브라흐마가 루드라에서 태어났거나, 비슈누, 시바, 브라흐마가 다른 시대(칼파)에 순환적으로 서로를 창조한다고 묘사한다.
일부 비슈누파 푸라나에서는 비슈누가 루드라의 형태를 취하거나 루드라에게 세상을 파괴하도록 명령하며, 그 후 전체 우주는 해체되고 시간과 함께 모든 것이 비슈누에게 다시 흡수된다. 그런 다음 우주는 새로운 칼파를 시작하며 비슈누로부터 다시 재창조된다. 이를 위해 바가바타 푸라나는 비슈누를 거미에, 우주를 그의 거미줄에 비유한다. 다른 텍스트는 우주와 시간이 시바에게 흡수되는 것과 같은 다른 우주 생성론적 이론을 제시한다.

### 아가마
힌두교의 아가마 경전인 판차라트라는 비슈누 숭배 방식을 묘사한다.

### 상감 및 후기 상감 문학
상감 문학은 주로 서기 초세기부터 시작된 타밀어로 된 광범위한 지역 컬렉션을 의미한다. 이 타밀어 텍스트들은 비슈누와 그의 아바타라인 크리슈나 및 라마 (힌두교)뿐만 아니라 시바, 카르티케야, 두르가, 인드라 등 다른 범인도 신들을 숭배한다. 비슈누는 이 텍스트에서 마욘 또는 "어둡거나 검은색의 자" (북인도에서는 동등한 단어가 크리슈나이다)로 묘사된다. 이 고대 타밀 문학 장르에서 비슈누에 대해 발견되는 다른 용어로는 마야반, 마미욘, 네티욘, 말, 마얀 등이 있다.
비슈누의 아바타라로서의 크리슈나는 아마도 서기 5세기경에 작성된 두 개의 후기 상감 타밀 서사시인 실라파디카람과 마니메칼라이의 주요 주제이다. 이 타밀 서사시들은 인도 다른 지역에서 발견되는 이야기의 많은 측면을 공유하는데, 예를 들어 아기 크리슈나가 버터를 훔치는 이야기, 그리고 십대 크리슈나가 강에서 목욕하는 소녀들의 옷을 숨겨서 놀리는 이야기 등이 있다.

### 바크티 운동
서기 1천년 중반의 비슈누에 대한 사상은 12세기 이후 인도를 휩쓴 바크티 운동 신학에 중요한 영향을 미쳤다. "신에 몰입한 자들"을 문자적으로 의미하는 알바르는 타밀 비슈누파 시인-성인들로, 이곳저곳을 여행하며 비슈누를 찬양했다. 그들은 스리랑감 스리 랑가나타스와미 사원과 같은 사원들을 세웠고, 비슈누파 교리를 전파했다. 그들의 시는 알와르 아루리첼갈 또는 디브야 프라반담으로 편집되어 비슈누파 신자들에게 영향력 있는 경전이 되었다. 바가바타 푸라나가 남인도의 알와르 성인들을 언급하고 박티를 강조한 것은 많은 학자들이 이 문헌이 남인도 기원이라고 추정하게 만들었지만, 일부 학자들은 이 증거가 박티 운동이 인도 다른 지역에서 병행적으로 발전했을 가능성을 배제하는지 의문을 제기한다.

## 비슈누파 신학
바가바타 푸라나는 비슈누파 신학을 요약하며, 여기서 개인의 자아가 절대적 브라흐만 (궁극적 실재, 최고 진리)과 합일되거나, "브라흐만이 자신의 진정한 본성으로 돌아가는" 것에 대해 자주 논의하는데, 이는 샹카라의 뚜렷한 불이일원론 또는 비이원론적 철학이다. 해탈의 개념은 에카트바('하나됨')와 사유야('흡수, 친밀한 결합')로 설명되며, 여기서 존재는 브라흐만(자아, 최고 존재, 자신의 진정한 본성) 안에서 완전히 사라진다. 이는 루크미니(1993)가 말한 "개인적인 자아가 절대자로 돌아가 절대자에 합일되는" 선언이며, 이는 분명히 불이원론적 경향을 띤다.
비슈누파 사상은 비슈누가 "모든 존재의 주님인 이슈바라"의 다른 모습으로 존재하며, 우주는 그의 숨결이고 그는 숨을 쉬고 세상의 종말을 일으켜 우주를 다시 그에게 "동화"시킬 것이며, 이는 이전에 일어났던 일이라고 본다. 그 후 그는 "다시 숨을 내쉬고 세상을 재창조할 것이다."
바가바드 기타의 신학은 지각 가능한 것과 지각 불가능한 것, 자아와 존재의 문제를 모두 논의한다. 해롤드 카워드와 다니엘 맥과이어는 이 우주를 비슈누(크리슈나)의 몸으로 상상한다고 말한다. 비슈누는 기타의 신학에서 모든 자아, 모든 물질, 그리고 시간을 통과하며, 브라흐만과 연관된다. 스리 비슈누파의 하위 전통에서 비슈누와 스리(여신 락슈미)는 불가분하며, 그들이 함께 모든 것에 스며들어 있다고 묘사된다. 둘은 함께 창조자이며, 그들의 창조물을 스며들고 초월한다.
바가바타 푸라나는 여러 구절에서 샹카라의 니르구나 브라흐만과 비이원론적 사상과 유사하다.

삶의 목적은 종교 의식을 통해 천국의 향유를 바라는 것이 아니라 진리를 탐구하는 것이다.

진리를 아는 자들은 비이원적 지식을 진리라고 부른다.

그것은 브라흐만, 최고의 아트만, 그리고 바가반이라고 불린다.
— 수타, 바가바타 푸라나 1.2.10–11, 다니엘 셰리단 번역

학자들은 비슈누파 신학을 우파니샤드의 비이원론적 사변에 기반을 두고 있다고 설명하며, 이를 "불이원론적 유신론"이라고 부른다. 바가바타 푸라나는 비슈누와 모든 존재 속의 자아(아트만)가 하나라고 시사한다. 브라이언트(Bryant)는 바가바타 푸라나에서 논의되는 일원론이 베단타의 기초 위에 세워진 것은 확실하지만, 샹카라의 일원론과 정확히 같지는 않다고 말한다. 바가바타는 브라이언트에 따르면, 경험적이고 영적인 우주가 모두 형이상학적 실재이며, 햇빛의 "실재하지만 다른" 현현인 열과 빛처럼 동일한 하나됨의 현현이라고 주장한다.
비슈누파의 바크티 전통에서 비슈누는 전지성, 에너지, 힘, 지배력, 활력, 광휘 등 수많은 자질을 지닌 것으로 여겨진다. 마드바차리야가 시작한 비슈누파 전통은 크리슈나의 형태로 나타난 비슈누를 최고의 창조주, 인격신, 모든 것을 포괄하고 모든 것을 삼키는 존재, 그의 지식과 은총이 "모크샤"로 이어진다고 간주한다. 마드바차리야 비슈누파 신학에서 최고 비슈누와 살아있는 존재의 자아는 두 가지 다른 실재와 본성(이원론)인 반면, 라마누자의 스리 비슈누파에서는 다르지만 본질적으로 같은 본성(제한된 비이원론)을 공유한다.

## 관련 신들

### 락슈미
락슈미, 부, 행운, 번영(물질적, 정신적 모두)의 힌두교 여신은 비슈누의 아내이자 능동적 에너지이다. 그녀는 또한 스리라고도 불린다. 비슈누가 아바타라인 라마 (힌두교)와 크리슈나로 지상에 화신했을 때, 락슈미는 각각 그의 배우자인 시타와 라다 또는 루크미니로 화신했다.
다양한 지역 신앙은 락슈미를 비슈누의 아내로 간주되는 여러 여신들로 현현된 것으로 본다. 남인도에서는 락슈미를 스리데비와 부데비의 두 형태로 숭배한다. 티루파티에서는 벤카테스와라 (비슈누의 한 형태로 식별됨)가 배우자인 락슈미와 파드마바티와 함께 묘사된다.

### 가루다
비슈누의 주요 탈것(바하나) 중 하나는 데미갓 독수리 가루다이다. 비슈누는 일반적으로 가루다의 어깨에 타고 있는 모습으로 묘사된다. 가루다는 또한 비슈누가 타고 다니는 베다로도 간주된다. 가루다는 비슈누파에서 신성한 새이다. 가루다 푸라나에서 가루다는 가젠드라 코끼리를 구하기 위해 비슈누를 태운다.

### 셰샤
창조의 원시 존재 중 하나인 셰샤, 또는 아디셰샤는 힌두 신화에서 뱀의 왕이다. 바이쿤타에 거주하는 비슈누는 나라야나의 형태로 아디셰샤의 몸을 베고 영원한 잠에 빠져 있다.

### 비슈바크세나
비슈바크세나(또한 '육군 총사령관'을 의미하는 세나디파티로도 알려져 있음)는 비슈누 군대의 총사령관이다.

### 하리하라
시바와 비슈누는 모두 다른 힌두교 종파에서 신의 궁극적인 형태로 간주된다. 하리하라는 비슈누의 절반과 시바의 절반이 결합된 형태로, 바마나 푸라나 (36장)와 같은 문헌 및 6세기 바다미 석굴 사원의 1번과 3번 석굴과 같이 서기 1천년 중반부터 발견되는 예술 작품에 언급된다. 또한 하리루드라라고 불리는 다른 비슈누 반 시바 형태도 마하바라타에 언급되어 있다.

## 힌두교 외부

### 시크교
시크교 경전에서 비슈누는 고라크라고 불린다. 예를 들어, 자프지 사히브 5절에서는 구루('스승')가 말씀을 주고 지혜를 보여주며, 그를 통해 내재의식이 얻어진다고 찬양된다. 구루 나나크는 섀클과 만다이어(2013)에 따르면, 구루가 "시바 (이살), 비슈누 (고라크), 브라흐마 (바르마) 그리고 어머니 파르바티 (파르바티)"이지만, 하나이고 참된 존재는 묘사될 수 없다고 가르친다.
차우비스 아브타르는 크리슈나, 라마 (힌두교), 붓다를 포함한 비슈누의 24가지 아바타라를 나열한다. 마찬가지로 다삼 그란트는 비슈누파 전통에서 발견되는 비슈누 신화를 반영한다. 후자는 특히 사나탄 시크교도들에게 중요하며, 여기에는 우다시, 니르말라, 나나크판티, 사하자다리, 케샤다리/칼사 시크교 종파가 포함된다. 그러나 칼사 시크교도들은 사나탄 시크교도들과 의견을 달리한다. 사나탄 시크교 작가들에 따르면, 시크교의 구루들은 비슈누의 아바타라였는데, 구루들이 어둠의 시대에 빛을 가져왔고 사악한 무굴 제국 시대의 박해 속에서 사람들을 구했기 때문이다.

### 불교

#### 상좌부 불교
일부 힌두교도들이 붓다를 비슈누의 화신으로 간주하는 반면, 스리랑카의 불교도들은 비슈누를 스리랑카의 수호신이자 불교의 보호자로 숭배한다.
비슈누는 또한 우풀반 또는 우팔라바르나, 즉 '푸른 연꽃색'으로도 알려져 있다. 일부는 우트팔라바르나가 지역 신이었으며 나중에 비슈누와 합쳐졌다고 가정하는 반면, 다른 신앙은 우트팔라바르나가 비슈누가 푸라나 힌두교에서 최고 신이 되기 전의 초기 형태였다고 본다. 마하밤사, 출라밤사, 스리랑카의 민담에 따르면, 붓다 자신이 비슈누에게 수호 임무를 맡겼다고 한다. 다른 이들은 붓다가 사크라(인드라)에게 이 임무를 위임했고, 사크라가 이 수호 임무를 비슈누에게 위임했다고 믿는다. 스리랑카에는 비슈누에게 헌정된 많은 불교 및 힌두교 사원이 있다. 특정 비슈누 코빌 또는 데발라야 외에도, 모든 불교 사원에는 반드시 비슈누에게 헌정된 주요 불교 사원과 가까운 예배실(데발라야)이 있다.
존 홀트는 비슈누가 14세기와 15세기 랑카틸라카 비하라와 가달라데니야 비하라 불교 사원처럼 신할라 불교 종교 문화에 통합된 여러 힌두 신들 중 하나였다고 말한다. 그는 중세 신할라 전통이 힌두교 전통이 붓다를 비슈누의 아바타라로 통합한 것처럼 상좌부 불교의 일부로서 비슈누 숭배(푸자)를 장려했지만, 현대 상좌부 불교 승려들은 불교 사원에서 비슈누 숭배 관행을 제거하려고 시도하고 있다고 말한다. 홀트에 따르면, 스리랑카의 비슈누 숭배는 여러 세기 동안 다른 민족들이 자신들의 문화에 흡수되면서 문화를 되풀이하고 재창조하는 놀라운 능력을 보여주는 증거이다. 비록 실론의 비슈누 숭배가 1700년대 초 칸디얀 왕들에 의해 공식적으로 지지되었지만, 홀트는 비슈누 이미지와 사당이 중세 수도 폴론나루와의 눈에 띄는 유적들 중 하나라고 말한다.
동남아시아의 고고학 유적지에서도 비슈누의 조각상과 에칭과 같은 비슈누의 도상학이 발견되었으며, 현재는 주로 상좌부 불교 전통이다. 예를 들어, 태국에서는 말레이시아 근처의 주에서 4세기부터 9세기로 추정되는 네 팔을 가진 비슈누 조각상이 발견되었으며, 이는 고대 인도에서 발견된 것들과 유사하다. 마찬가지로, 비슈누 조각상은 6세기부터 8세기까지 태국의 동부 프라친부리주와 중부 페차분주, 베트남의 남부 동탑성과 안장성에서 발견되었다. 크리슈나 조각상은 7세기 초부터 9세기까지 타케오주와 캄보디아의 다른 주에서 발견되었다.

#### 대승불교
대승불교 문헌에서 비슈누 (다른 신들과 함께)는 광대한 불교의 신들의 판테온에 채택되었다. 이 신들은 종종 다형의 아발로키테슈바라와 연관된다. 대승불교는 아발로키테슈바라가 다양한 존재의 필요에 따라 다른 형태로 나타날 수 있다고 주장한다 (이 교리는 "능숙한 방편" - 방편이라고 불린다). 법화경은 아발로키테슈바라가 다양한 계층의 존재들에게 다르마를 가르치기 위해 이슈바라와 마헤슈바라를 포함한 많은 다른 형태를 취할 수 있다고 말한다.
또 다른 대승 경전, 카란다뷰하 수트라는 비슈누 (그리고 시바, 브라흐마, 사라스바티와 함께)를 아발로키테슈바라의 발출물로 명명하며, 이제 아발로키테슈바라는 모든 세계가 발출되는 초월적인 신으로 간주된다. 카란다뷰하 수트라는 나라야나가 아발로키테슈바라의 심장(hṛdayānnārāyaṇaḥ)에서 모든 존재의 이익을 위한 방편(upaya)으로 발출되었다고 명시한다. 비슷한 방식으로, 하리하라는 인기 있는 신묘장구대다라니에서 보살로 불리며, 이 다라니는 "오 광명이시여, 세상을 초월하는 이여, 오 하리, 위대한 보살이여"라고 말한다.

나아가, 라트나말라스트로트라는 다음과 같이 말한다.
비슈누파 신도들을 가르치고 그들을 다르마로 개종시키기 위해, 그는 (비슈누) 연꽃을 든 자(아발로키테슈바라)의 심장에서 발출되었다. 그는 진정으로 나라야나이며, 세상의 주님이다. 따라서 당신은 진정으로 가장 위대한 존재(푸므삼 파라모타마)이며, 비할 데 없는 존재이다.
이 인도 불교 문헌들은 인도 대승 불교 발전의 한 단계를 묘사하는데, 여기서 비슈누 (시바와 함께)는 힌두교의 비슈바루파 개념과 유사한 아발로키테슈바라의 최고 보편적 형태로 동화되고 있었다.
후기 밀교 (불교) 문헌들은 계속해서 비슈누를 아발로키테슈바라의 한 형태로 언급한다. 예를 들어, 사다나말라에는 하리하리하리바하나 또는 하리하리하리바하나로케슈바라라고 불리는 비슈누의 형태를 명상하는 영적 수행이 포함되어 있다. 이 형태는 가루다를 타고 있는 비슈누를 타고 있는 아발로키테슈바라를 포함하며, 가루다 또한 사자를 탄다. 이 형태의 로케슈바라는 네팔 기원일 수 있으며, 그 기원 신화는 불교 스바얌부 푸라나에서 발견될 수 있다.
고고학 연구는 인도네시아 섬들에서 비슈누 상을 발견했는데, 이곳은 한때 대승불교와 밀교 (불교) 불교의 큰 거점이었다. 이 상들은 5세기 이후로 거슬러 올라간다. 조각상 외에도 "비슈누의 세 걸음"(트리비크라마)과 관련된 비슈누의 비문과 조각이 동남아시아의 많은 지역에서 발견되었다. 일부 도상학에서는 수리야, 비슈누, 붓다의 상징이 융합되어 있다.
일본 불교 신들의 판테온에서 비슈누는 비슈텐(毘紐天)으로 알려져 있으며, 그는 13세기 니치렌의 작품과 같은 일본 문헌에 나타난다.

### 과학 분야에서
4034 비슈누는 엘레나 F. 헬린이 발견한 소행성이다. 비슈누 암석은 미국 애리조나 그랜드 캐니언에서 발견되는 일종의 화산성 퇴적암이다. 따라서 대규모 지형은 비슈누의 사원이라고 알려져 있다.

## 인도 아대륙 외부

### 인도네시아
인도네시아에서는 비슈누 또는 위스누(인도네시아어 표기)가 와양 (인도네시아 인형극) 세계에서 잘 알려진 인물이며, 위스누는 종종 상향 바타라 위스누라는 칭호로 불린다. 위스누는 정의 또는 복지의 신이며, 바타라 구루와 바타리 우마의 다섯 번째 아들이었다. 그는 바타라 구루의 모든 아들 중 가장 강력한 아들이다.
위스누는 푸르스름한 검은색 또는 짙은 푸른색 피부를 가지고 있으며, 네 팔에는 각각 철퇴, 연꽃, 트럼펫, 차크라를 들고 있는 것으로 묘사된다. 그는 또한 티위크라마를 통해 무한히 거대한 거인이 될 수 있다.
자와 신화에 따르면, 위스누는 처음으로 지상에 강림하여 스리마하라자 수만이라는 칭호를 가진 왕이 되었다. 그 나라는 현재의 중앙자와주 지역에 위치한 메당푸라라고 불렸다. 그 후 스리마하라자 마츠야파티로 이름이 바뀌었다. 또한 자와 와양 인형 버전에 따르면, 바타라 위스누는 또한 다음과 같이 화신한다.
스리마하라자 칸와, 레시 위스눙카라, 프라부 아르주나사스라바후, 스리 라마위자야, 스리 바타라 크레쉬나, 프라부 아이를랑가, 프라부 자야바야, 프라부 앙글링다르마.
자와 신화에서 위스누는 또한 베다를 훔친 거인 하그라기와를 죽이기 위해 마츠야 (물고기)로 화신했다. 히란야카시푸 왕을 파괴하기 위해 나라싱하(호랑이 머리를 가진 인간)가 되었다. 그는 디티야 발리를 물리치기 위해 위마나 (난쟁이)가 되려 한 적도 있다. 바타라 위스누는 또한 간다르와를 파괴하기 위해 라마파라수에 화신했다. 마지막으로 크리슈나 왕이 되어 위대한 판다바스 파람파라 또는 카우라바스에 의해 저질러진 탐욕과 악을 제거하기 위한 조언자가 되었다.
상 향 위스누는 비히라완이라는 거대한 가루다 형태의 탈것을 가지고 있다. 그가 타고 다니는 가루다에 대한 애정 때문에 비히라완은 나중에 사위로 입양되어, 그의 딸 중 한 명인 데위 카스타피와 결혼했다.

## 사원
인도에서 가장 오래된 현존하는 비슈누 대사원 중 일부는 굽타 제국 시대로 거슬러 올라간다. 예를 들어 우타르프라데시주 잔시의 사르바토바드라 사원은 6세기 초에 지어졌으며 비슈누의 열 가지 아바타라를 특징으로 한다. 그 디자인은 사각형 배치에 기반하며 비슈누 도상학은 브리하트 삼히타와 비슈누다르모타라푸라나와 같은 1천년기 힌두교 건축 및 건설 텍스트를 대체로 따른다.
고고학적 증거에 따르면 비슈누 사원과 도상학은 아마도 기원전 1세기경에 이미 존재했을 것이다. 비슈누 관련 가장 중요한 금석문과 고고학적 유적은 라자스탄주의 2세기 기원전 비문으로 산카르샤나와 바수데바 사원을 언급하고, 100세기 기원전의 베스나가르 가루다 기둥은 바가바타 사원을 언급하며, 마하라슈트라주 나네가트 동굴의 나가니카 여왕의 또 다른 비문은 산카르샤나, 바수데바와 다른 주요 힌두 신들을 언급하며, 비슈누와 관련된 마투라의 여러 발견물들은 모두 서기 초반으로 거슬러 올라간다.
케랄라주 티루바난타푸람의 파드마나바스와미 사원은 비슈누에게 헌정되었다. 이 사원은 오랜 역사 동안 금과 보석으로 엄청난 기부를 받았다.

### 사원 목록
1. 108 디브야 데삼
2. 108 아비마나 크셰트람
3. 파드마나바스와미 사원
4. 스리랑감 스리 랑가나타스와미 사원
5. 벤카테스와라 사원
6. 푸리 자간나타 사원
7. 바드리나트 사원
8. 스와미나라얀 사원
9. 칸디 위스누, 프람바난, 자와, 인도네시아
10. 앙코르 와트, 캄보디아
11. 빌라 만디르
12. 다샤바타라 사원, 데오가르
13. 푼다리카크샨 페루말 사원
14. 칼랄라가르 사원, 마두라이
15. 구루바유르 사원, 트리스수르
16. 아난타푸라 호수 사원, 카사라코드

## 갤러리

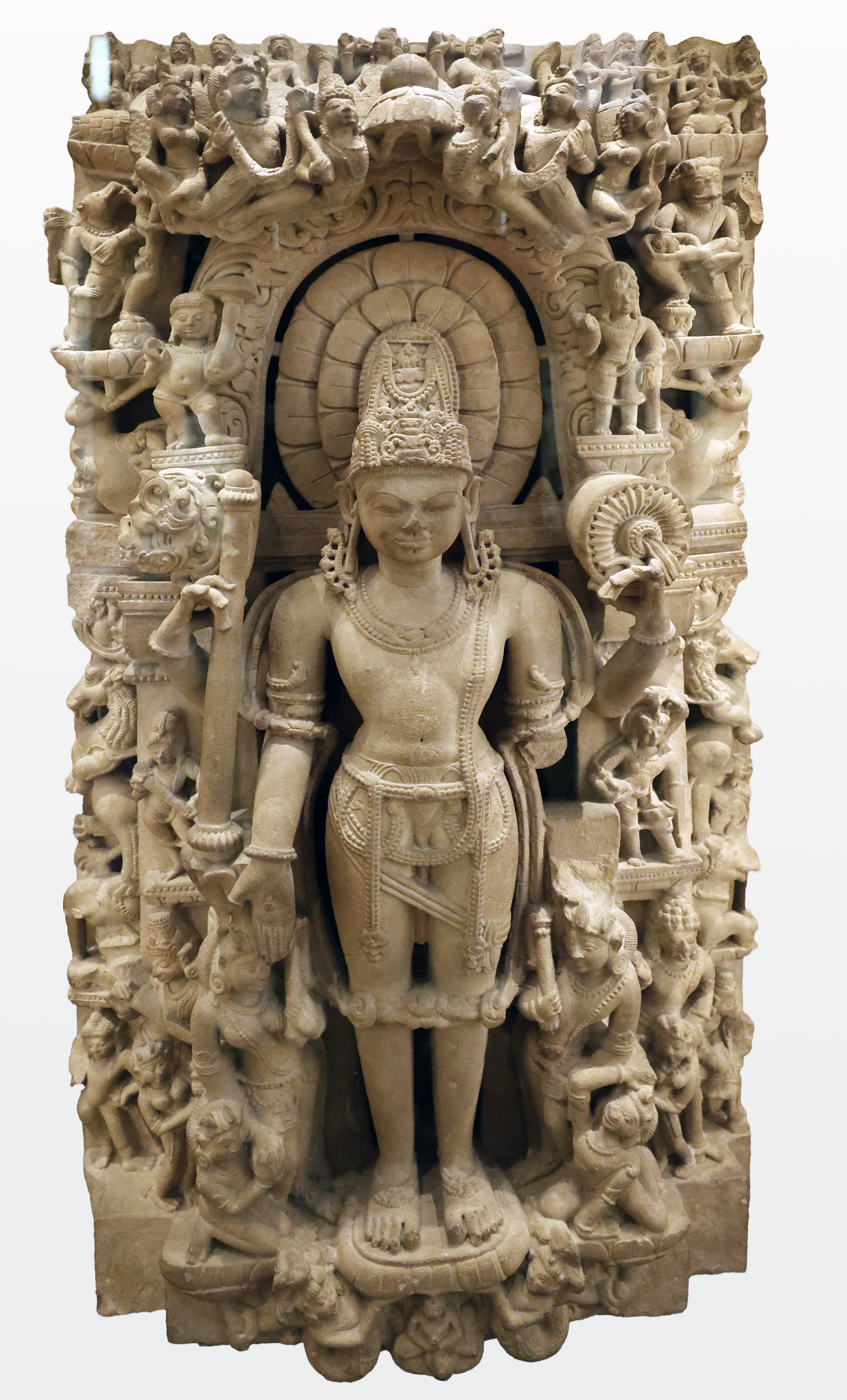
AD 950-1050 영국 박물관에 소장된 비슈누 신의 사암 조각상
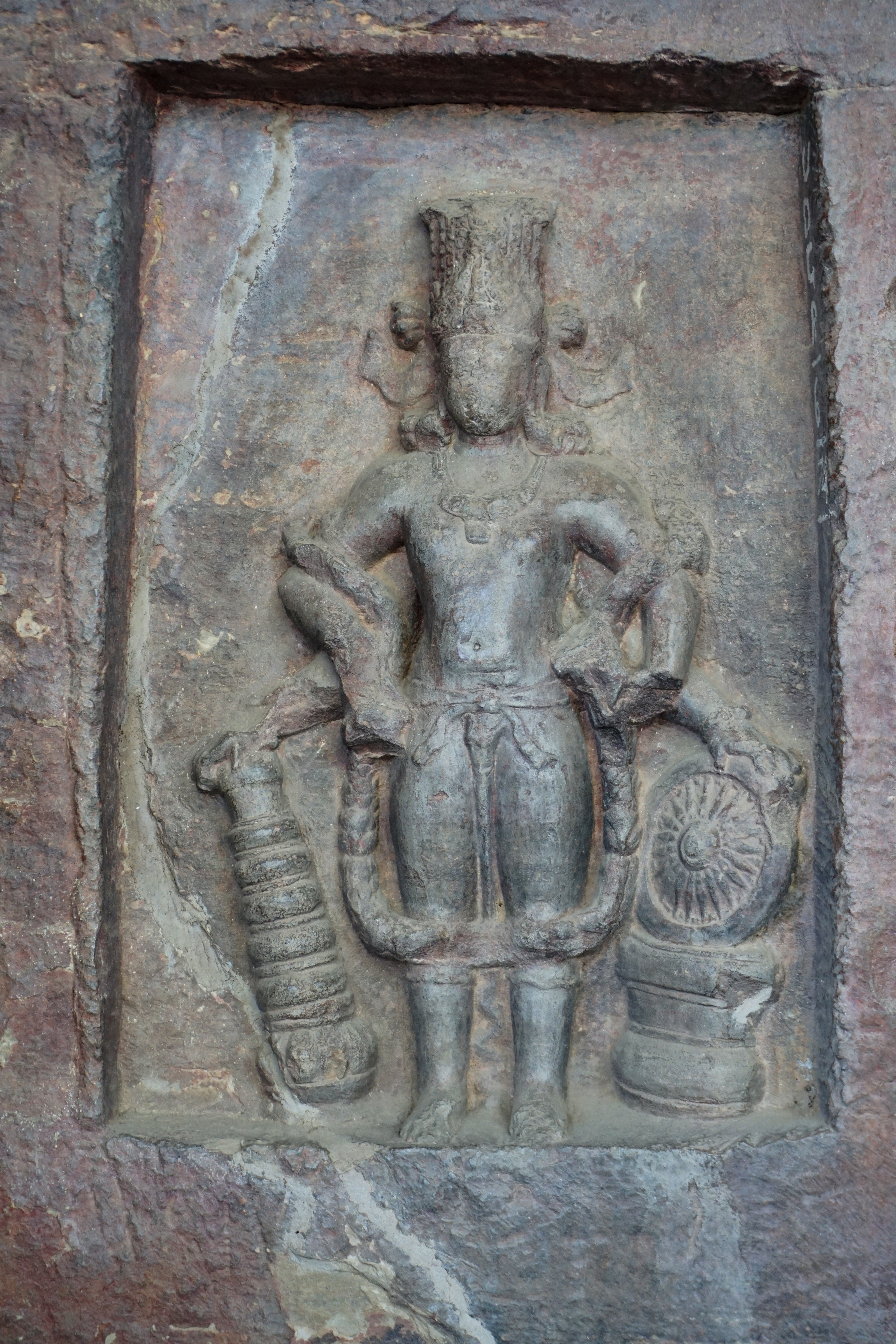
5세기 우다야기리 석굴의 비슈누상.
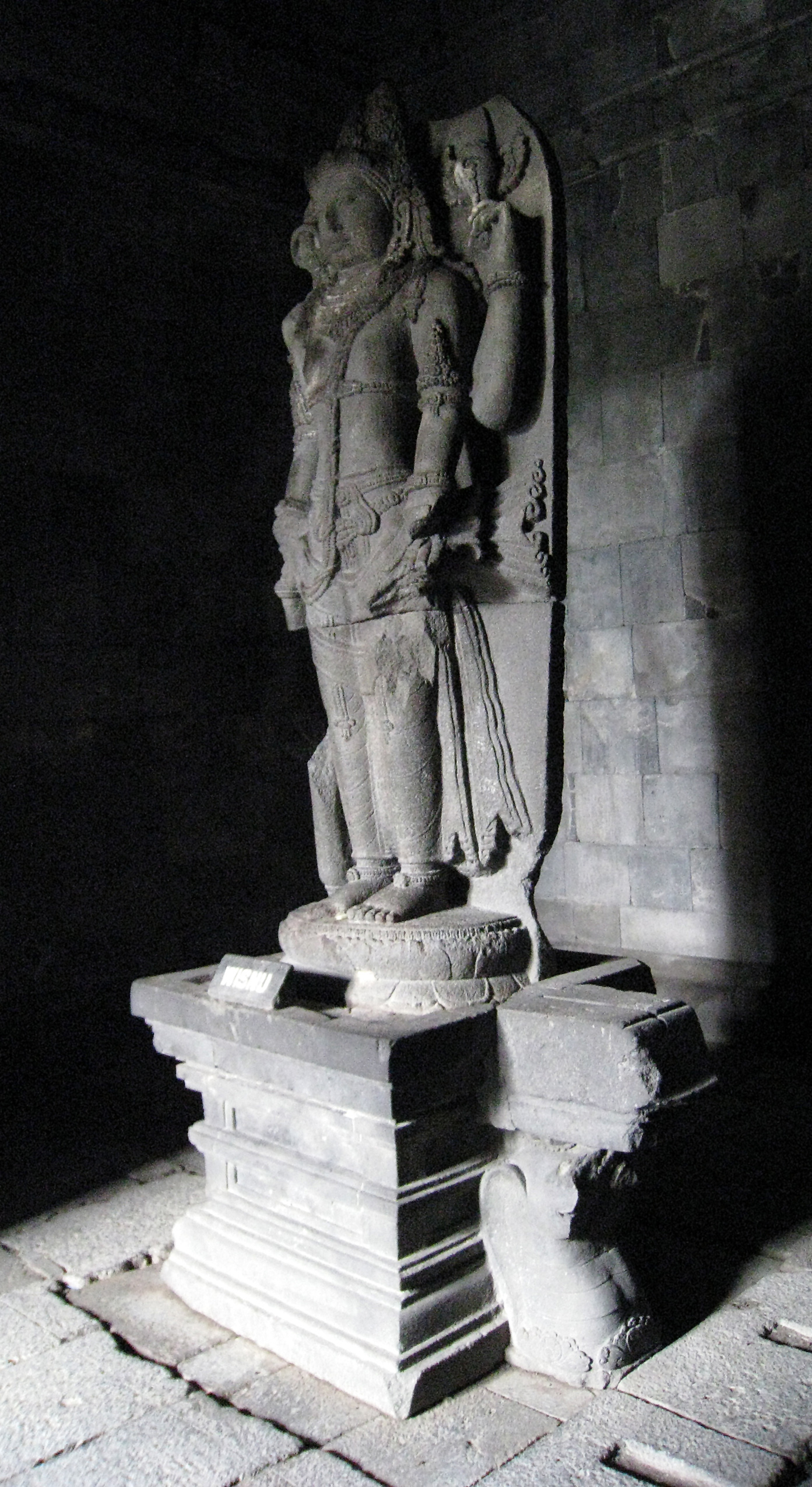
9세기 인도네시아 자바 프람바난의 비슈누상.
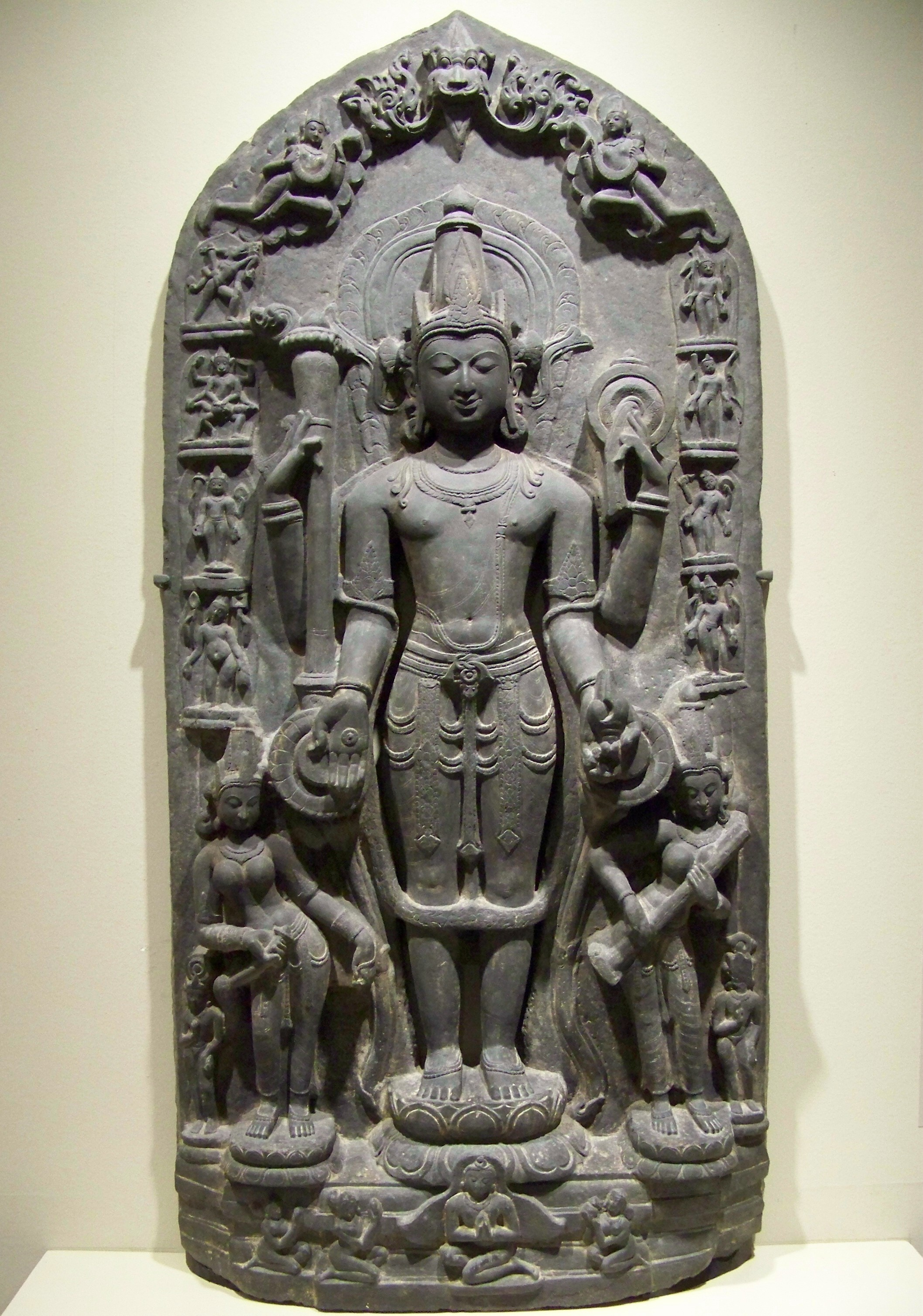
11세기 비슈누 조각상과 여신 락슈미 및 사라스바티. 가장자리에는 비슈누의 아바타라인 바라하, 나라심하, 발라라마, 라마 등의 부조가 새겨져 있다. 브라흐마도 보인다. (브루클린 미술관)
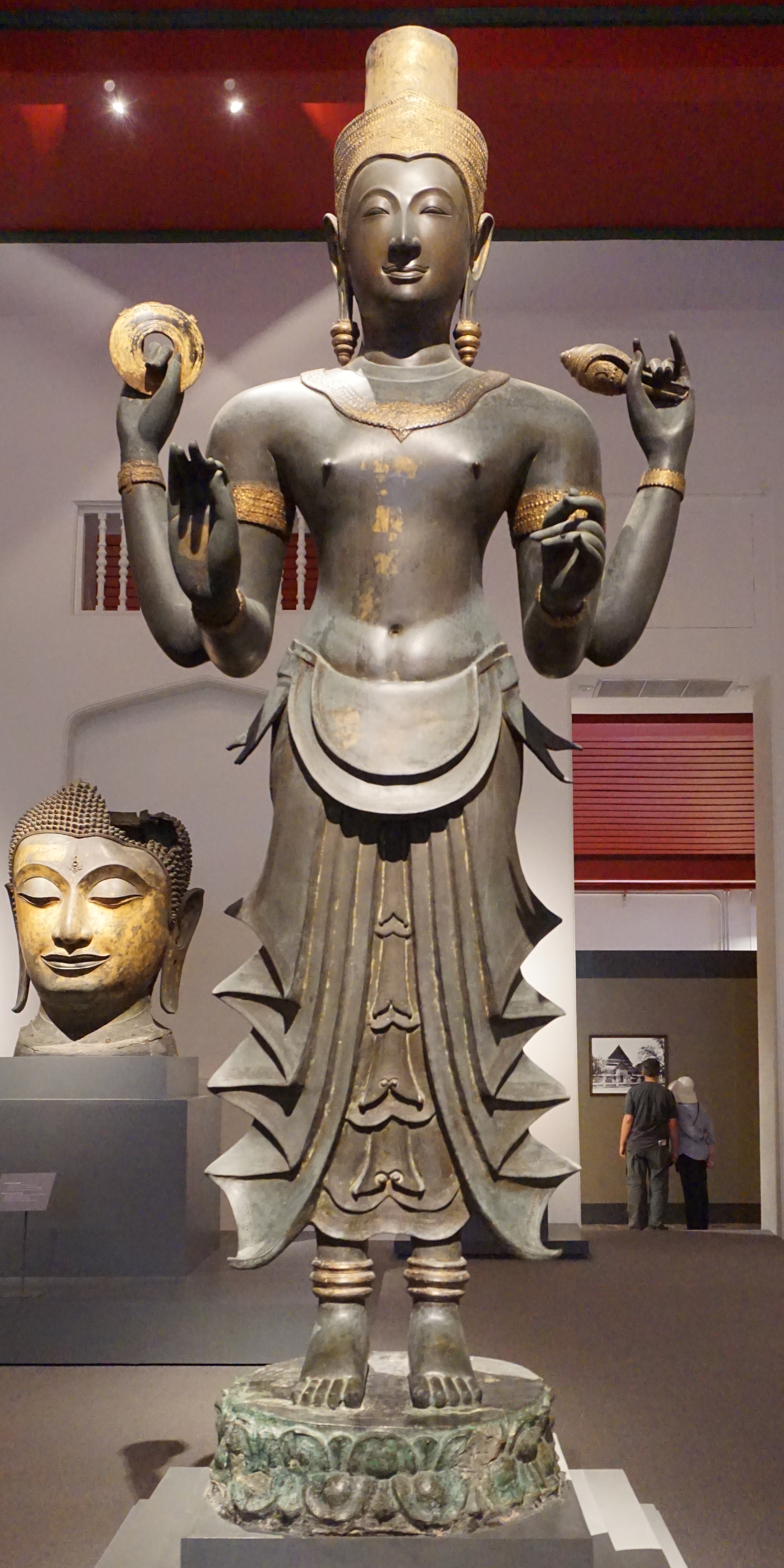
14세기 태국 비슈누상.
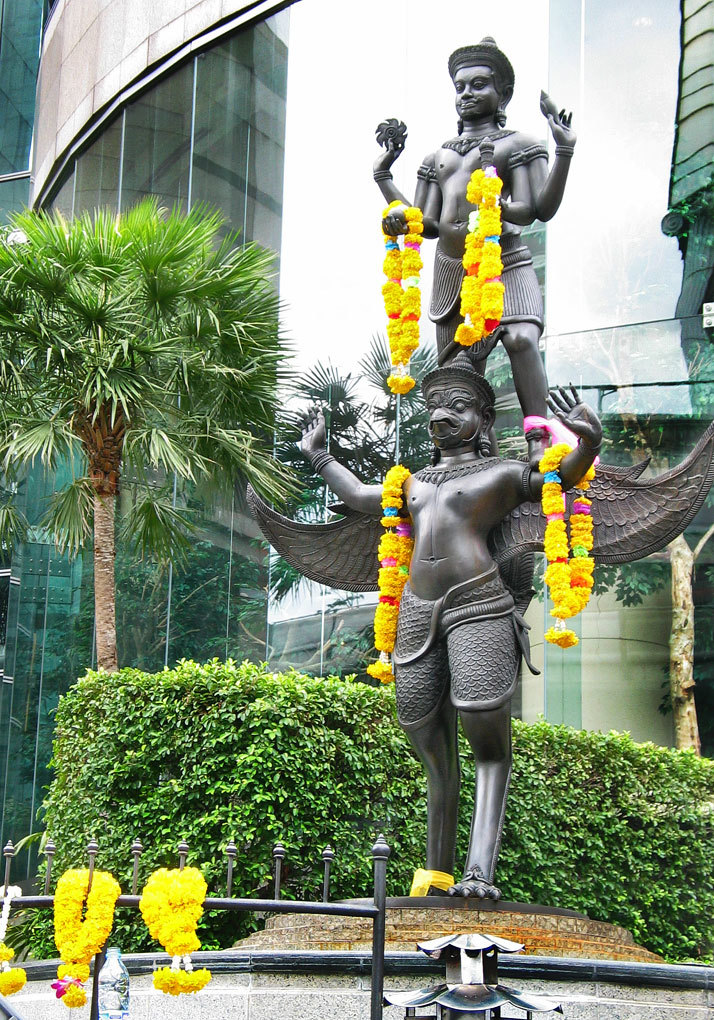
방콕의 조각상으로, 독수리 바하나 가루다를 탄 비슈누를 묘사한다. 태국에서 발견된 가장 오래된 힌두 양식의 비슈누 조각상 중 하나는 수랏타니주의 왓 살라 퉁에서 발견되었으며, 약 400 CE로 추정된다.
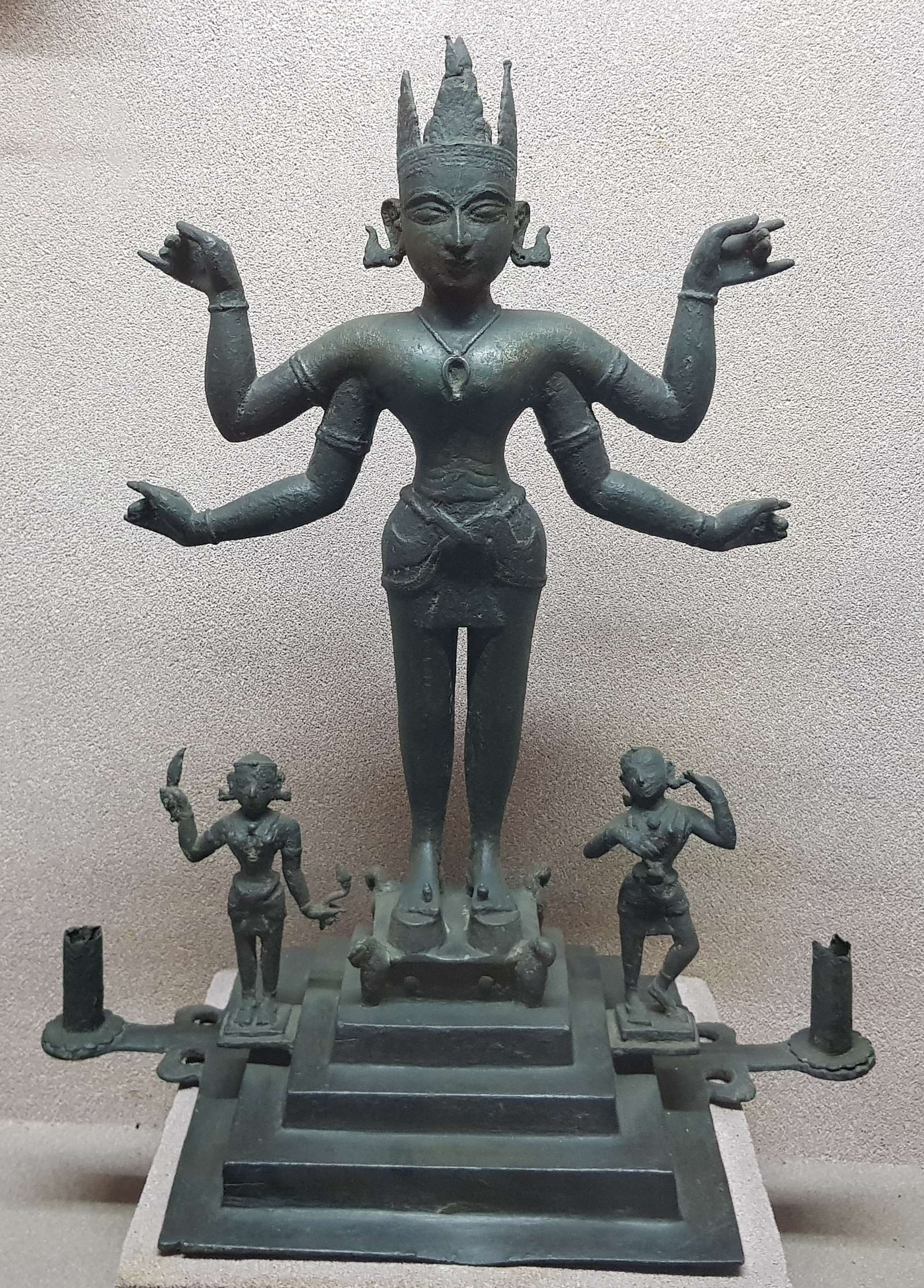
16세기 아삼주 디브루가르에서 출토된 비슈누 청동 금속 조각상

## 참고 문헌
- Brown, C. Mackenzie (1983). 《The Origin and Transmission of the Two "Bhāgavata Purāṇas": A Canonical and Theological Dilemma》. 《Journal of the American Academy of Religion》 51 (Oxford University Press). 551–567쪽. doi:10.1093/jaarel/li.4.551. JSTOR 1462581.
- Brown, Cheever Mackenzie (1998). 《The Devī Gītā: the song of the Goddess; a translation, annotation, and commentary》. SUNY Press. ISBN 978-0-7914-3940-1. 2024년 3월 31일에 원본 문서에서 보존된 문서. 2020년 11월 4일에 확인함.
- Bryant, Edwin F., 편집. (2007). 《Krishna: A Sourcebook》. New York: Oxford University Press. ISBN 978-0-19-514891-6. [Via 구글 도서 보관됨 31 3월 2024 - 웨이백 머신
- Deussen, Paul (1997). 《Sixty Upanishads of the Veda》. Motilal Banarsidass. ISBN 978-81-208-1467-7.
- Glucklich, Ariel (2008). 《The Strides of Vishnu: Hindu Culture in Historical Perspective: Hindu Culture in Historical Perspective》. Oxford University Press. ISBN 978-0-19-971825-2. 2024년 3월 28일에 원본 문서에서 보존된 문서. 2016년 10월 9일에 확인함.
- Soifer, Deborah A. (1991). 《The Myths of Narasimha and Vamana: Two Avatars in Cosmological Perspective》. SUNY Press. ISBN 9780791407998.
- Guy, John (2014). 《Lost Kingdoms: Hindu-Buddhist Sculpture of Early Southeast Asia》. Metropolitan Museum of Art. ISBN 978-1-58839-524-5. 2023년 1월 11일에 원본 문서에서 보존된 문서. 2016년 10월 9일에 확인함.
- Kumar Das, Sisir (2006). 《A history of Indian literature, 500–1399》. Sahitya Akademi. ISBN 978-81-260-2171-0. 2024년 1월 16일에 원본 문서에서 보존된 문서. 2020년 11월 4일에 확인함.
- Lamb, Ramdas (2002). 《Rapt in the Name: The Ramnamis, Ramnam, and Untouchable Religion in Central India》. SUNY Press. ISBN 978-0-7914-5386-5.
- Mahony, William K. (1998). 《The Artful Universe: An Introduction to the Vedic Religious Imagination》. State University of New York Press. ISBN 978-0-7914-3579-3.
- Rocher, Ludo (1986). 《The Puranas》. Otto Harrassowitz Verlag. ISBN 978-3447025225.
- Mittal, Sushil; Thursby, G. R. (2005). 《The Hindu World》. New York: Routelge. ISBN 978-0-203-67414-7. 2024년 3월 31일에 원본 문서에서 보존된 문서. 2020년 11월 4일에 확인함.
- Sen, S.C. (1937). 《The Mystical Philosophy of the Upanishads》. Cosmo Publications. ISBN 978-81-307-0660-3.
- Rukmani, T. S. (1993). 〈Siddhis in the Bhāgavata Purāṇa and in the Yogasutras of Patanjali – a Comparison〉.   Wayman, Alex. 《Researches in Indian and Buddhist philosophy: essays in honour of Professor Alex Wayman》. Motilal Banarsidass. 217–226쪽. ISBN 978-81-208-0994-9. 2024년 3월 31일에 원본 문서에서 보존된 문서. 2020년 11월 4일에 확인함.
- Sheridan, Daniel (1986). 《The Advaitic Theism of the Bhāgavata Purāṇa》. Columbia, MO: South Asia Books. ISBN 978-81-208-0179-0. 2024년 1월 16일에 원본 문서에서 보존된 문서. 2020년 11월 4일에 확인함.
- Stevenson, Jay (2000). 《The Complete Idiot's Guide to Eastern Philosophy》 (미국 영어). Indianapolis: 알파 북스. ISBN 9780028638201.
- Varadpande, Manohar Laxman (1987). 《History of Indian theatre, Vol. 3》. Abhinav Publications. ISBN 978-81-7017-221-5. 2023년 2월 15일에 원본 문서에서 보존된 문서. 2020년 11월 4일에 확인함.